# Sweetwater (Texas)
Pour les articles homonymes, voir Sweetwater.
La ville de Sweetwater est le siège du comté de Nolan, dans l’État du Texas, aux États-Unis. Sa population s’élevait à 10 906 habitants lors du recensement de 2010, estimée à 10 755 habitants en 2016.

## Source
- (en) Cet article est partiellement ou en totalité issu de l’article de Wikipédia en anglais intitulé « Sweetwater, Texas » (voir la liste des auteurs).